# 진 신공 (어융)
진 신공(陳 愼公, ? ~ ?)은 중국 춘추 시대 진(陳)나라의 5대 임금으로, 휘는 어융(圉戎)이다.

## 사적
아버지 효공(孝公)이 죽은 후 뒤를 이었으며, 주(周)나라 여왕(厲王) 때 나라를 다스렸다.
신공이 죽은 후, 아들 영(寧)이 뒤를 이었다.
| 전임 아버지 효공 돌 | 제5대 진나라의 후작 기원전 904년 ~ 기원전 855년 | 후임 아들 유공 영 |